# Venster (geologie)

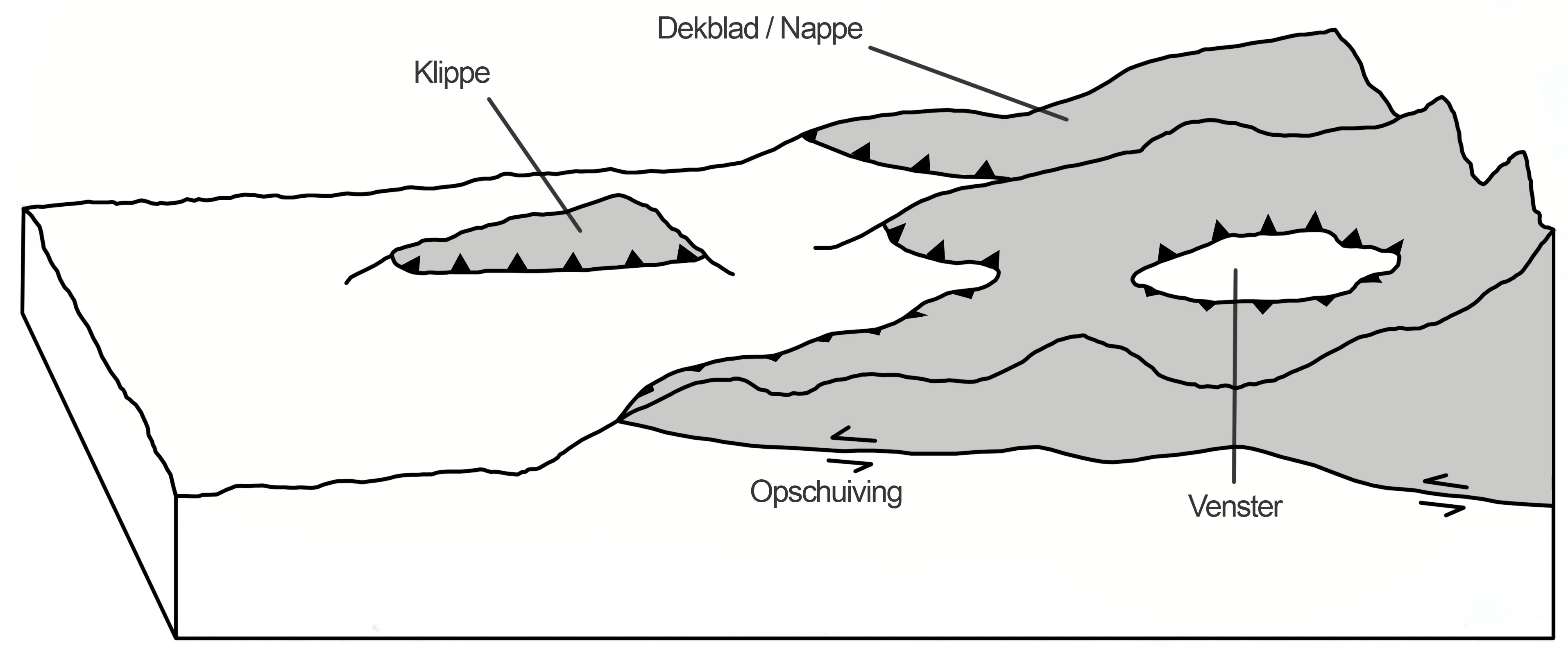
Schematische tekening van een opschuiving: het gesteente van de nappe is het grijze materiaal dat over het autochtone gesteente (wit) is heen geschoven. Een venster is een plek waar het autochtone gesteente door een erosief gat in de nappe dagzoomt. Een klippe is een plek waar een geïsoleerd stuk van het nappegesteente boven op het autochtone gesteente ligt.

Een venster (de Engelse term window wordt vaker gebruikt, ook de Duitse term fenster komt voor) is een term uit de structurele geologie. Het slaat op een structuur die ontstaat als een deel van een nappe (een tektonische eenheid) weg erodeert, waardoor de onderliggende gesteentes komen te dagzomen.
Het venster kan gezien worden als een gat in een bovenliggende tektonische eenheid van een opschuiving. De term geldt voor zowel erg grootschalige structuren (tientallen kilometers groot) als kleine structuren (een aantal meter in doorsnee).